# WE DO (アルバム)
『WE DO』（ウィ・ドゥ）は、いきものがかりの8作目のオリジナル・アルバム。2019年12月25日にCDで発売。発売元はソニー・ミュージックレーベルズ / エピックレコードジャパン。

## 概要
いきものがかりの活動再開後（集牧）、初のアルバム。オリジナルアルバムとしては前作『FUN! FUN! FANFARE!』から5年ぶりのリリースとなる。
「WE DO」や「SING!」、「アイデンティティ」などの配信限定シングルも本作でCDに初収録された。

## 収録曲
| #   | タイトル                             | 作詞           | 作曲           | 編曲                                                       |
| --- | ------------------------------------ | -------------- | -------------- | ---------------------------------------------------------- |
| 1.  | 「WE DO」                            | 水野良樹       | 水野良樹       | 近藤隆史・田中ユウスケ・本間将人（管編曲）・美央（弦編曲） |
| 2.  | 「SING!」                            | 水野良樹       | 水野良樹       | 亀田誠治                                                   |
| 3.  | 「スピカ〜あなたがいるということ〜」 | 山下穂尊       | 山下穂尊       | 島田昌典                                                   |
| 4.  | 「STAR LIGHT JOURNEY」               | 水野良樹       | 水野良樹       | 本間昭光                                                   |
| 5.  | 「アイデンティティ」                 | 水野良樹       | 水野良樹       | 近藤隆史・田中ユウスケ・美央（弦編曲）                     |
| 6.  | 「あなたは」                         | 吉岡聖恵       | 吉岡聖恵       | 島田昌典                                                   |
| 7.  | 「太陽」                             | いきものがかり | いきものがかり | 本間昭光                                                   |
| 8.  | 「きみへの愛を言葉にするんだ」       | 水野良樹       | 水野良樹       | 本間昭光                                                   |
| 9.  | 「しゃりらりあ」                     | 水野良樹       | 水野良樹       | 近藤隆史・田中ユウスケ・本間将人（管編曲）                 |
| 10. | 「try again」                        | 山下穂尊       | 山下穂尊       | 近藤隆史・田中ユウスケ・室屋光一郎（弦編曲）               |
| 11. | 「さよなら青春」                     | 水野良樹       | 水野良樹       | 島田昌典                                                   |
| 12. | 「口笛にかわるまで」                 | 吉岡聖恵       | 吉岡聖恵       | 亀田誠治                                                   |
| 13. | 「季節」                             | 山下穂尊       | 山下穂尊       | 亀田誠治                                                   |

## 曲解説
- 初回生産限定盤・通常盤共通収録。既発曲の解説は各収録作品を参照のこと。

1. WE DO
2019年1月1日リリースの1枚目の配信限定シングル。「SoftBank新CM第1弾〜しばられるな篇〜」CMソング。
2. SING!
2019年4月1日リリースの3枚目の配信限定シングル。フジテレビ「めざましテレビ」番組テーマソング。
3. スピカ〜あなたがいるということ〜
山下が5年ほど前に、「あなた」という仮タイトルで1コーラスほど書いてあった曲。水野作詞作曲のいきものがかりの30枚目のシングル「あなた」よりも前に制作されていた。本作のアルバム制作にあたり選曲会議が行われた際、アルバムに入れることとなり、その時期に山下が読んだ本からスピカという星と、「傍で輝く」というその星のイメージに感銘を受け、それをタイトルにできるよう作った。
スピカはおとめ座の一等星であり、おとめ座は8月27日生まれの山下の星座でもある。
4. STAR LIGHT JOURNEY
2019年11月2日リリースの5枚目の配信限定シングル。
5. アイデンティティ
2019年4月12日リリースの4枚目の配信限定シングル。ヤクルト「ミルミル」CMソング。
6. あなたは
作詞・作曲を担当した吉岡は、「水野や山下の作品のような長くてきっちり構成された曲ではなく、ふわっと短い曲で、いい感じのものが出てこないかな」と思い制作した。山下は「イレギュラーな構成と詩的な歌詞で、今までのいきものがかりには無かった」、水野は「シンガーだから作れる歌」と述べている。
7. 太陽
2019年3月15日リリースの2枚目の配信限定シングル。2018年11月の集牧（活動再開）の際に、放牧（活動休止）中もファンクラブを継続していた会員限定にCDで配布されていた。いきものがかりの楽曲の中で、唯一作詞作曲のクレジットが「いきものがかり」名義の曲。
8. きみへの愛を言葉にするんだ
吉岡の「アッパー系の曲が欲しい」という熱望から生まれたが、歌詞については完成後に吉岡が「味わい深く、人生を重ねたからこそ書ける歌詞」と評している。作詞作曲を担当した水野は、「死んだ後に残される人がどう生きていくかという思いが大事であり、自分の幸せだけでなく、次の世代や大切な人の幸せを考えるようになった」と述べている。
麻生グループCMソング。
9. しゃりらりあ
「しゃりらりあ」という言葉自体には意味はない。歌詞カードでは"SYA RI RA RI A"とローマ字表記になっているが、SHA にするかSYA にするかですごく迷ったと水野は述べている。
10. try again
「うまくいかないことがたくさんある中で、新しい何かをチャレンジしてみよう」というストーリーの曲。山下は「自分の中では多少、上京物語が入っている」と述べている。
11. さよなら青春
チューリップの「夕陽を追いかけて」に強くインスパイアされ完成された一曲。本作収録の「季節」（山下作詞作曲）の歌詞を受け、「季節」では今までを振り返っている曲であるのに対し、「さよなら青春」では前を向いていこうという意味が込められていると水野が語っている。吉岡はデモの歌入れの際から涙が出てくるほど「歌うのがすごく怖かった」と述べている。
12. 口笛にかわるまで
吉岡がアルバムに向かって作ろうという時期に浮かんだ曲。メロディが出てきた直後に「この恋　口笛にかわるまで」というフレーズが出てきて、そこからイメージを膨らませた。
13. 季節
アルバムの最後を飾る山下ならではのバラード・ナンバー。"桜"や"花"が作中に多く出てくる。この曲がアルバムの最後に入るという意識が何となく3人の中にあったと水野は語っている。

## サポートメンバー紹介
1. WE DO
Drums：河村“カースケ”智康
Bass：中西道彦
Acoustic＆Electric Guitar：名越由貴夫
Horn：A.Sax／本間将人　Tp＆Piccolo Tp／田中 充　Tp／吉澤達彦　Tb／河合わかば
Programming＆All Other Instruments：近藤隆史（Q.,Ltd）・吉田武史（Q.,Ltd）・田中ユウスケ
2. SING!
Drums：河村“カースケ”智康
Bass：亀田誠治
Electric Guitar：西川 進
Acoustic Guitar：小倉博和
Acoustic Piano：斎藤有太
Strings：今野均ストリングス
Other Instruments：豊田泰孝
3. スピカ〜あなたがいるということ〜
Drums：江口信夫
Bass：森田晃平
Acoustic＆Electric Guitar：浜田高知
Strings：室屋光一郎ストリングス
Acoustic Piano,Organ,Keyboards＆Other Instruments：島田昌典
4. STAR LIGHT JOURNEY
Drums：山木秀夫
Bass：根岸孝旨
Acoustic＆Electric Guitar：林部直樹
Strings：室屋光一郎ストリングス
Acoustic Piano＆Other Instruments：本間昭光
5. アイデンティティ
Drums：椎野恭一
Bass：スティング宮本
Acoustic＆Electric Guitar：八橋義幸
Acoustic Piano＆Organ：島田昌典
Programming＆All Other Instruments：立崎優介（Q.,Ltd）・近藤隆史・田中ユウスケ
6. あなたは
Acoustic Piano：島田昌典
Strings：室屋光一郎ストリングス
7. 太陽
Drams：玉田豊夢
Bass：安達貴史
Acoustic＆Electric Guitar：林部直樹
Acoustic Piano,Organ,Accordion＆Other Instruments：本間昭光
Strings：室屋光一郎ストリングス
8. きみへの愛を言葉にするんだ
Drums：あらきゆうこ
Bass：ハマ・オカモト（OKAMOTO'S）
Acoustic＆Electric Guitar：真壁陽平
Horn：T.Sax／竹上良成　Tp／吉澤達彦　Tb／高井天音
Acoustic Piano,Organ＆Other Instruments：本間昭光
9. しゃりらりあ
Drams：みどりん
Bass：沖山優司
Acoustic＆Erectric Guitar：八橋義幸
Horn：A.Sax／本間将人　Tp／湯本淳希　Tb／河合わかば　T.Sax／宮崎隆睦
Programming＆All Other Instruments：近藤隆史・田中ユウスケ
10. try again
Drams：坂田 学
Bass：スティング宮本
Acoustic＆Electric Guitar：八橋義幸
Strings：室屋光一郎ストリングス
Pogramming＆All Other Instruments：近藤隆史・田中ユウスケ
11. さよなら青春
Drums：玉田豊夢
Bass：安達貴史
Acoustic＆Electric Guitar：林部直樹
Strings：室屋光一郎ストリングス
Acoustic Piano,Organ＆Other Instruments：島田昌典
12. 口笛にかわるまで
Drums：河村“カースケ”智康
Bass：亀田誠治
Electric Guitar：西川 進
Acoustic Guitar：小倉博和
Acoustic Piano：皆川真人
Strings：今野 均ストリングス
13. 季節
Drums：河村“カースケ”智康
Bass：亀田誠治
Acoustic＆Electric Guitar：小倉博和
Acoustic Piano：皆川真人
Strings：今野均ストリングス
Other Instruments：豊田泰孝

## ボーナスディスク
初回生産限定盤は、CD2枚組となっており、2枚目のCDには、「いきものがかりファンクラスツアー〜モゥ集牧だよー!2019〜」というタイトルで、2019年5月14日に、東京にある、「Zepp DiverCity」で行なったライブの音源を、トーク部分を除く全曲収録されている。
【収録曲】
1. Introduction
2. WE DO
作詞・作曲：水野良樹／編曲：近藤隆史・田中ユウスケ／菅編曲：本間将人／弦編曲：美央
3. 気まぐれロマンティック
作詞・作曲：水野良樹／編曲：江口亮／弦編曲：クラッシャー木村
4. いつだって僕らは
作詞・作曲：山下穂尊／編曲：近藤隆史・田中ユウスケ／弦編曲：美央
5. アイデンティティ
作詞・作曲：水野良樹／編曲：近藤隆史・田中ユウスケ／弦編曲：美央
6. てのひらの音
作詞・作曲：山下穂尊／編曲：中村タイチ
7. ＠miso soup
作詞・作曲：山下穂尊／編曲：中村タイチ
8. 帰りたくなったよ
作詞・作曲：水野良樹／編曲：島田昌典
  - 吉岡のボーカル、水野のピアノ、山下のアコースティック・ギターによる、３人のみでの演奏となっている。
9. 笑顔
作詞・作曲：水野良樹／編曲：亀田誠治
10. ブルーバード
作詞・作曲：水野良樹／編曲：江口亮／弦編曲：クラッシャー木村
11. じょいふる
作詞・作曲：水野良樹／編曲：近藤隆史・田中ユウスケ
12. 会いにいくよ
作詞・作曲：水野良樹／編曲：亀田誠治
13. 太陽
作詞・作曲：いきものがかり／編曲：本間昭光
14. SING!
作詞・作曲：水野良樹／編曲：亀田誠治
15. 心の花を咲かせよう
作詞・作曲：山下穂尊／編曲：島田昌典
  - ライブではすっかりおなじみになった、最後に水野のエレキギターと、山下のハーモニカがが入るアレンジが、今回も採用されている。

【サポートメンバー】
Drums：朝倉真司
Percussion：坂井“Lambsy”秀彰
Bass：安達貴史
Electric＆Acoustic Guitar：林部直樹
Keyboard：本間昭光
Manipulator：足立賢明